# Molino del Palazzo
Il molino del Palazzo è parte di un sistema di mulini costruito nel medioevo lungo il fiume Merse nel comune di Sovicille, in provincia di Siena. 
Situato nella località di Palazzo a Merse, nei pressi di Orgia, è un'antica e monumentale realizzazione ingegneristica, tanto che i costruttori tennero a lasciare una lapide che li ricordasse: datata 1246, e scritta in volgare, è una rara attestazione dell'impegno della Repubblica Senese per realizzare opere di interesse pubblico. Orlandino da Casuccia, Guido Strega, Ranieri Lodi (al tempo del Podestà Gualtieri Upezzinghi di Calcinaia) furono il capomastro/architetto e gli operai delle costruzioni idrauliche promosse dal Comune sulla Merse. Fu uno tra i più grandi mulini medievali che si trovavano nel territorio di Siena, anche se oggi non risulta più in funzione. Il comune di Siena ne fece anche ripulire i dintorni boscosi, per farlo visitare durante una battuta di caccia all'Imperatore Federico II. Lo stato senese ne finanziò direttamente la costruzione, ma in precedenza aveva affidato ai monaci vallombrosani di Torri la costruzione di altre opere idrauliche lungo la Merse, dove si trovavano gualchiere, e soprattutto una molteplicità di fucine, dette fabbriche, che affinavano con magli idraulici le masse di ferro grezzo ottenute con la tecnica arcaica del bassofuoco. La complessità delle tecnologie impiegate lungo la valle della Merse, continuamente in evoluzione, e provenienti dalla Francia, ad un certo punto consigliò la sostituzione dei monaci di Torri coi monaci cistercensi di San Galgano, che furono cruciali nell'importazione della tecnologia della ferriera, capace di rendere più intensiva ed efficiente la produzione. 
Da un documento del 1375 apprendiamo che la gestione fosse stata trasferita dal Comune di Siena all'abbazia di Sant'Eugenio a Monastero, che progressivamente ne alienò la proprietà a privati. Durante la Guerra di Siena, l'11 settembre 1554, gli imperiali ne trucidarono gli occupanti.